# 메세레트 데파르
메세레트 데파르 톨라(암하라어: መሰረት ደፋር ቶላ, 1983년 11월 19일 ~ )는 에티오피아의 육상 여자 장거리 선수이다. 3000m와 5000m가 주종목인 그는 올림픽과 세계 육상 선수권 5000m에서 금메달을 땄다. 2006년과 2007년에 세계 신기록을 세웠다. 그의 기록은 에티오피아의 동료 선수인 티루네시 디바바에 의해 깨졌다.
데파르는 2004년 아테네 올림픽 여자 5000m 결승에서 디바바와 케냐의 이사벨리 오치치의 도전을 뿌리치고 1위로 결승선을 통과했다. 그러나 한 해 뒤 핀란드 헬싱키에서 열린 제10회 세계 육상 선수권 대회에서는 디바바에게 1위 자리를 내줬다.

## 경력

### 올림픽
아디스아바바에서 태어난 데파르는 2003년 취임식 아프리카-아시아 경기에서 5000m를 우승하였다. 2004년 아테네 올림픽에서 14분 45.65초의 기록과 함께 5000m 금메달을 획득하였고, 8년 후 런던 올림픽에서 2연승을 하였다. 2008년 베이징 올림픽에서는 동메달을 땄다.

### 세계 기록들
2006년 6월 3일 뉴욕에서 당시 세계 기록 14분 24.53초를 세우면서 5000m를 달렸으며, 이어서 다음해 6월 15일 오슬로에서 열린 비슬렛 경기에서 기록을 14분 16.63초로 향상시켰다. 그해 2월 3일에는 슈투트가르트에서 8분 23.72초의 세계 기록과 함께 실내 3000m를 달렸고, 5월 20일에는 캘리포니아주 카슨에서 세계 기록 최고 시간 9분 10.47초로 2 마일을 달렸다.
9월 1일 오사카에서 열린 세계 육상 선수권 대회에서 14분 57.91초의 기록과 함께 5000m를 우승하였다. 9월 14일에 이보 반담 기념 대회에서 여자 2 마일의 세계 최고 기록 8분 58.58초로 카슨에서 세운 기록을 11.89초 늦추었다. 그해에 데파르는 IAAF 올해의 세계 선수상(2007)을 수상하였다.

### 세계 육상 선수권 대회
2005년 헬싱키에서 열린 세계 육상 선수권 대회에서 디바바에게 패하면서 은메달을 획득하였다. 2006년에 세계 실내 선수권 대회에서 3000m를 우승하면서 2004년 IAAF 실내 선수권 타이틀을 유지하였다. 2008년 1월 보스턴에서 열린 리복 실내 대회에서 데파르는 2 마일을 9분 10.50초와 함께 달리면서 세계 실내 2 마일 최고 신기록을 세워 이전 세계 기록을 12초 차이로 깼다. 2008년 발렌시아에서 열린 세계 실내 선수권 대회에서 3000m 금메달을 획득하였다. 그해 아디스아바바에서 열린 아프리카 선수권 대회에서 데파르는 동료 선수 메셀레치 멜카무에게 5000m를 패하였다. 같은 해의 비슬렛 경기에서 그녀의 5000m 기록은 티루네시 디바바에 의하여 깨졌다. 데파르는 그해의 3000m/5000m 세계 육상 결승에서 2개의 타이틀을 얻었다. 그녀는 실내 5000m의 세계 신기록 14분 24.37초와 실내 2 마일을 세계 최고 시간 9분 06.26초를 세워 자신의 전력들을 향상시키면서 2009년 시즌을 시작하였다. 영국 국립 선발 시합에서 10,000m에 나가 2009년 세계 육상 선수권 대회에서 에티오피아 팀에 정확히 하는 데 미수하였다. 비바람이 몰아치는 상태에 불구하고 그녀는 개인 전력 29분 59.20초로 달려 폴라 래드클리프의 영국 참가자 기록을 깨고 30분 안으로 달리는 데 5번째 여성 선수가 되었으며, 세계 선수권 대회에 출전하는 데 합격하였다.
베를린에서 데파르는 세계 육상 선수권 대회를 이끌고 있었다 - 여자 10,000m에서 마지막 50m까지 그녀의 다리들이 극적으로 묶여진 것이 보여 금메달을 케냐의 리넷 마사이에게 넘겨주고 다른 3명의 선수들에 의하여 지나지면서 30분 52.37초의 기록과 함께 완료하였다. 그러고나서 그녀는 세계 육상 선수권 대회에서 달렸다 - 여자 5000m 결승전에서 최후의 직선코스의 정상에서 선두였으나, 몇 미터가 남으면서 케냐의 비비언 체루이요트와 실비아 키베트에 의하여 지나졌다. 한달 후에 IAAF 세계 육상 결승전의 3000m에서 두 선수들을 꺾으면서 8분 30.15초의 세계 선두 기록을 세웠다.
자신의 동메달 선수권 상연으로부터 리바운드 하면서 그녀는 2010년 세계 실내 선수권 대회에서 4연속 금메달을 획득하였다. 도로 순회 경주로 이적하면서, 15분 04초의 시간이 그녀 자신의 코스 기록에 위기를 일으키지 않았어도 칼스배드 5000에서 세번째 타이틀을 우승하였다. 그해에 나이로비에서 열린 아프리카 육상 선수권 대회에서는 5000m에서 에티오피아를 대표하여 비비언 체루이요트에게 밀려 은메달을 땄다. 한달 후에 IAAF 컨티넨털 컵에서 3000m 금메달을 획득하였다. 록앤롤 필라델피아 하프 마라톤에서 하프 마라톤 데뷔를 하여 처음으로 성공하여 1분 07.44초와 함께 우승하였다.
2011년의 시작에서 8분 36.91초와 함께 실내 3000m 세계 기록을 세웠다. 실외 순회에서 두드러진 데파르는 FBK 경기, 비슬렛 경기와 미팅 아레바에서 5000m 우승을 하였다. 그녀의 연승은 2011년 세계 육상 선수권 대회에서 끝났는 데, 10,000m에서는 처음으로 떨어져 나갔고 5000m에서는 체루이요트와 키베트에게 패하면서 동메달에 그쳤다.
2012년 IAAF 세계 실내 선수권 대회에서 5연속 타이틀을 위하여 목표를 삼았고 마지막 100m까지 선두로 달리다가 헬렌 오비리에게 밀려 준우승을 하였다. 2위의 끌어당김은 그녀가 두번이나 체루이요트와 디바바에게 밀려 준우승을 하면서 실외 시즌에서 끝났다. 이것에 불구하고 2012년 런던 올림픽 5000m 결승전에서 둘다의 라이벌들을 꺾고 2연승을 하였다.
2013년 그녀는 3000m를 8분 35.28초와 함께 이기면서 실내 육상 시즌을 시작하였다. 같은 달의 후반에 그녀는 뉴올리언스 하프 마라톤에서 코스 기록을 깨는 데 전력 67분 25초와 함께 하프 마라톤을 달렸다.
모스크바에서 열린 2013년 세계 육상 선수권 대회에서 14분 50.19초와 함께 자신의 두번째 세계 타이틀을 우승하였다.

## 같이 보기
- 육상 세계 기록